# Augusto Celestino da Costa
Augusto Pires Celestino da Costa (Lapa, Lisboa, 16 de Abril de 1884 — Santa Isabel, Lisboa, 27 de Março de 1956), mais conhecido por Celestino da Costa, foi um distinto histologista e embriologista, professor da Faculdade de Medicina de Lisboa de 1911 a 1947. Grande defensor da introdução da investigação científica nas Universidades portuguesas, dedicou parte do seu tempo de professor e investigador a tarefas de administração do sistema científico português, tendo sido vogal, vice-presidente e presidente (1934-1936) da Junta de Educação Nacional (J.E.N) e de 1936 a 1942 do organismo que lhe sucedeu, o Instituto para a Alta Cultura (I.A.C.).

## Biografia
Augusto Pires Celestino da Costa nasceu a 16 de Abril de 1884 na freguesia da Lapa, em Lisboa. Era filho do oficial do Exército Pedro Celestino da Costa, natural de Torres Novas (freguesia de São Pedro), e de Maria Luísa Amélia Pires Costa, natural de Lisboa (freguesia da Encarnação).
Formou-se em medicina, em 1905, pela então Escola Médico-Cirúrgica de Lisboa. Celestino da Costa manifestou desde cedo um especial interesse pela investigação científica, onde adquiriu alguma experiência durante o curso, na área de Histologia e Embriologia, sob a tutela de Mark Athias.
Partiu em 1906 para Berlim, com uma bolsa da Junta de Educação Nacional, onde permaneceu até 1908. Ali, teve oportunidade de visitar diversos Laboratórios Universitários e estudar com Hertwig, Krause e Retterer.
Em 1911, com apenas 27 anos e regressado da Alemanha, inicia a carreira docente na então Escola Médico-Cirúrgica de Lisboa, que em breve daria lugar à Faculdade de Medicina de Lisboa onde funda o Instituto de Histologia e Embriologia, juntamente com Pedro Roberto Chaves, Alfredo Magalhães Ramalho e Luís Simões Raposo. 
A 12 de outubro de 1911, casou civilmente em Lisboa com Emília Hermengarda Croner (Ajuda, Lisboa, 16 de outubro de 1883 — São Mamede, Lisboa, 14 de dezembro de 1946), doméstica, filha de Jaime Ernesto Croner e Elisa Augusta Reis Farinha Croner, ambos naturais de Lisboa (ele da freguesia da Encarnação e ela da freguesia de Santa Justa). Deste casamento nasceram quatro filhos: Pedro, Jaime, Elisa e Augusto Celestino da Costa.
Durante 43 anos exerceu os cargos de docente e investigador nesta instituição, sendo simultaneamente director de Análises Clínicas dos Hospitais Civis de Lisboa. Foi director da Faculdade de Medicina de Lisboa entre 1935 e 1942.
Foi um pedagogo dedicado, acompanhando de perto o ensino teórico e prático da sua disciplina e tendo publicado uma série de livros didáticos na sua área. 
Celestino da Costa nutria igualmente uma paixão pela educação médica. Assim, ocupou diversos cargos na Junta de Educação Nacional (vogal, vice-presidente e presidente) e, em 1936, foi o primeiro presidente do Instituto para a Alta Cultura (organismo que sucedeu à Junta de Educação Nacional). Foi ainda um dos fundadores da Sociedade Portuguesa das Ciências Naturais (1907) e associado da Liga de Educação Nacional, (da qual foi também co-fundador em 1908) e da Sociedade de Estudos Pedagógicos (a partir de 1918).
Foi, de 1913 a 1921 director técnico do Aquário Vasco da Gama, cargo posteriormente ocupado por Alfredo Magalhães Ramalho, um dos seus discípulos.
Para além das publicações na área de Histologia e Embriologia, teve também um importante contributo bibliográfico na história da medicina portuguesa, na história da Faculdade de Medicina de Lisboa e na problemática da investigação científica em Portugal. Foi também um apaixonado pela sua cidade natal, tendo presidido ao grupo dos "Amigos de Lisboa" durante vários anos, e escrito uma monografia sobre a evolução da Lisboa (1951). Pertencia ainda a diversas sociedades internacionais, entre as quais a Association des Anatomistes, fundada em 1899, tendo sido o grande promotor da realização em Lisboa, entre 26 e 29 de março de 1956, da 43.ª Reunião da referida Association des Anatomistes. Não chegaria a ver o fim dos trabalhos, tendo falecido no decurso deste encontro, vítima de oclusão coronária, a 27 de março do mesmo ano, em sua casa, na Rua Nova de Santo António (atual Rua Gustavo de Matos Sequeira), n.º 33, 2.º andar, freguesia de Santa Isabel, em Lisboa. Foi sepultado no Cemitério dos Prazeres.
Deixou uma extensa bibliografia, sendo conhecido como o pai da Embriologia na Península Ibérica.
Encontra-se colaboração da sua autoria nas revistas Pela Grei   (1918-1919) e Homens Livres  (1923).

## Distinções
- Grau de doutor Honoris Causa pela Faculdade de Medicina de Montpellier;
- Grau de comendador da Legião de Honra de França.